# Placentace
Placentace (lat. placentatio) je v botanice způsob umístění semenice s vajíčky na plodolistech (v gyneceu) květů rostlin. Semenice zajišťuje výživu vajíčka při jeho vývoji, je s ním spojena poutkem.
(V zoologii "placentace" znamená "vytvoření pevného pojení plodové a mateřské části placenty" - citace, semenice je přibližná analogie s placentou a poutko s pupeční šňůrou.)

## Úvod

a – placentace nástěnná b – placentace nákoutní c – placentace středová

U nahosemenných rostlin jsou plodolisty ploché, kdežto u krytosemenných se plodolisty složily podle střední žilky, srostly a vznikl pestík. V jeho spodní, rozšířené části je semeník se semenici s vajíčky. Podle srůstu plodolistů se rozeznává druh gynecea. Způsob placentace odvisí od druhu gynecea a od vývojového stupně rostliny.

## Rozdělení placentací
- Placentace nákoutní (axiální, středoúhlá) – semenice je ve vnitřních úhlech v blízkosti okrajů plodolistů, v rozích jednotlivých pouzder semeníku.
  - Gyneceum apokarpní (apokarpické) – několik volných pestíků, každý vznikl z jednoho plodolistu. Nejprimitivnější gyneceum. Po oplození vzniká souplodí.
  - Gyneceum synkarpní (synkarpické) – pestík vznikl z několika plodolistů. Semeník je vícepouzdrý, jeho přihrádky jsou tvořeny srostlými sousedními plodolisty.

- Placentace nástěnná (parietální), nejběžnější – semenice je na stěnách v blízkosti švů (srůstů plodolistů) na vnější straně semeníku.
  - Gyneceum parakarpní (parakarpické) – pestík vznikl z několika plodolistů, přepážky uvnitř semeníku jsou zrušeny. Semeník je jednopouzdrý, nejběžnější typ.

- Placentace středová (centrální) – semenice je na středovém sloupku semeníku, podobná je
- Placentace spodová (bazální) – semenice je na zkráceném středovém sloupku na spodině semeníku.
  - Gyneceum lyzikarpní (lyzikarpické) – pestík vznikl z několika plodolistů, přepážky uvnitř semeníku jsou zrušeny, zůstal tam jen středový sloupek (středová placenta). Semeník je jednopouzdrý.

Placentace nástěnná (parietální) se dále rozlišuje na:
- Placentace laminární – semenice je na celé ploše plodolistu. Vyskytuje se u primitivnějších čeledí, např. leknínovité, mákovité

- Placentace švová (suturální) – semenice je v blízkosti okraje plodolistu, podél švů. Vyskytuje se u vývojově odvozenějších čeledí, např. bobovité.[2][3][4]